# Первій Олександр Іванович
Первій Олександр Іванович (28 жовтня 1960 — 25 вересня 1985) — радянський важкоатлет.
Срібний призер Олімпійських Ігор 1980 року в категорії до 75 кг.
Срібний призер Чемпіонату світу 1980 (до 75 кг), 1981 (до 75 кг), 1982 (до 82,5 кг) років.
Срібний призер Чемпіонату Європи 1981 (до 75 кг), 1982 (до 82,5 кг) років, бронзовий призер 1980 року в категорії до 75 кг.